# Zbrucs
A Zbrucs (ukránul: Збруч) folyó Ukrajnában, mely a Podóliai-hátságban ered, 244 kilométer hosszú, vízgyűjtő területe 3400 km² és a Dnyeszter folyóba torkollik. Felső folyásánál a medre széles, helyenként mocsaras jellegű, alsó folyásánál a medre szűkebb. Nem hajózható.
A Ternopili területen, a Pidvolocsiszki járásban fekvő Scsasznyivka falunál ered. A Podóliai-hátságon folyik keresztül észak-déli irányban, a Hmelnickiji terület és a Ternopili terület határán.
A folyó Galícia és Podólia történelmi régiók határán fekszik és az idők folyamán többször alkotta különböző államok természetes határát. A Zbrucs a torkolatától a Jahorlij folyóig 1772-től 1793-ig Lengyelország és a Moldáv Fejedelemség határa volt.